# Hurrikan Erika (1997)
Der Hurrikan Erika war der stärkste und langlebigste tropische Wirbelsturm der atlantischen Hurrikansaison 1997. Erika entwickelte sich am 3. September aus einer tropischen Welle und bewegte sich in nordwestlicher Richtung über den tropischen Atlantischen Ozean. Die Welle intensivierte sich stetig, bis sie schließlich am 4. September den Hurrikan-Status zugesprochen bekam. Damit wurde Erika der fünfte benannte Sturm, der dritte Hurrikan und der einzige bedeutende Hurrikan der Saison. Erika überbrückte die kurze Strecke bis zum Norden der Kleinen Antillen und drehte später infolge eines sich nähernden Tiefdruckgebietes Richtung Norden. Der Hurrikan wurde schnell stärker und erreichte sein Maximum am 8. September mit Windgeschwindigkeiten von bis zu 205 km/h (125 mph). Nachdem Erika diesen Höchststand für 24 Stunden anhielt, begann sich der Hurrikan, da er sich über kälteres Wasser bewegte, abzuschwächen. Er drehte Richtung Osten, entwickelte sich zu einem tropischen Sturm zurück und wurde nach dem Passieren der Azoren zu einem extratropischen Wirbelsturm.
Der Hurrikan erzeugte leichten Regenfall und Winde über dem gesamten nördlichen Teil der Kleinen Antillen. Erika führte eine Wolke vulkanischer Asche von einer Eruption des Vulkans Soufrière Hills (Montserrat) nach Antigua mit sich, was ein sehr seltenes Ereignis darstellt. Starke Wellen des Hurrikans erzeugten Küstenerosionen und im Norden Puerto Ricos Küstenüberflutungen, die zwei Surfern das Leben kosteten. Moderate Windböen führten dazu, dass Tausende Anwohner ohne Stromversorgung auskommen mussten. Der Schaden in den karibischen Gebieten der USA betrug 10 Millionen Dollar (1997 USD, 12,6 Millionen 2006 USD). Zusätzlich erzeugte Erika stürmische Winde und leichte Regenfälle in den Azoren. Erika war zwischen August und September der einzige tropische Regensturm im Atlantischen Ozean. Das letzte Mal kam dies in der atlantischen Hurrikan-Saison 1929 vor.

## Sturmgeschichte

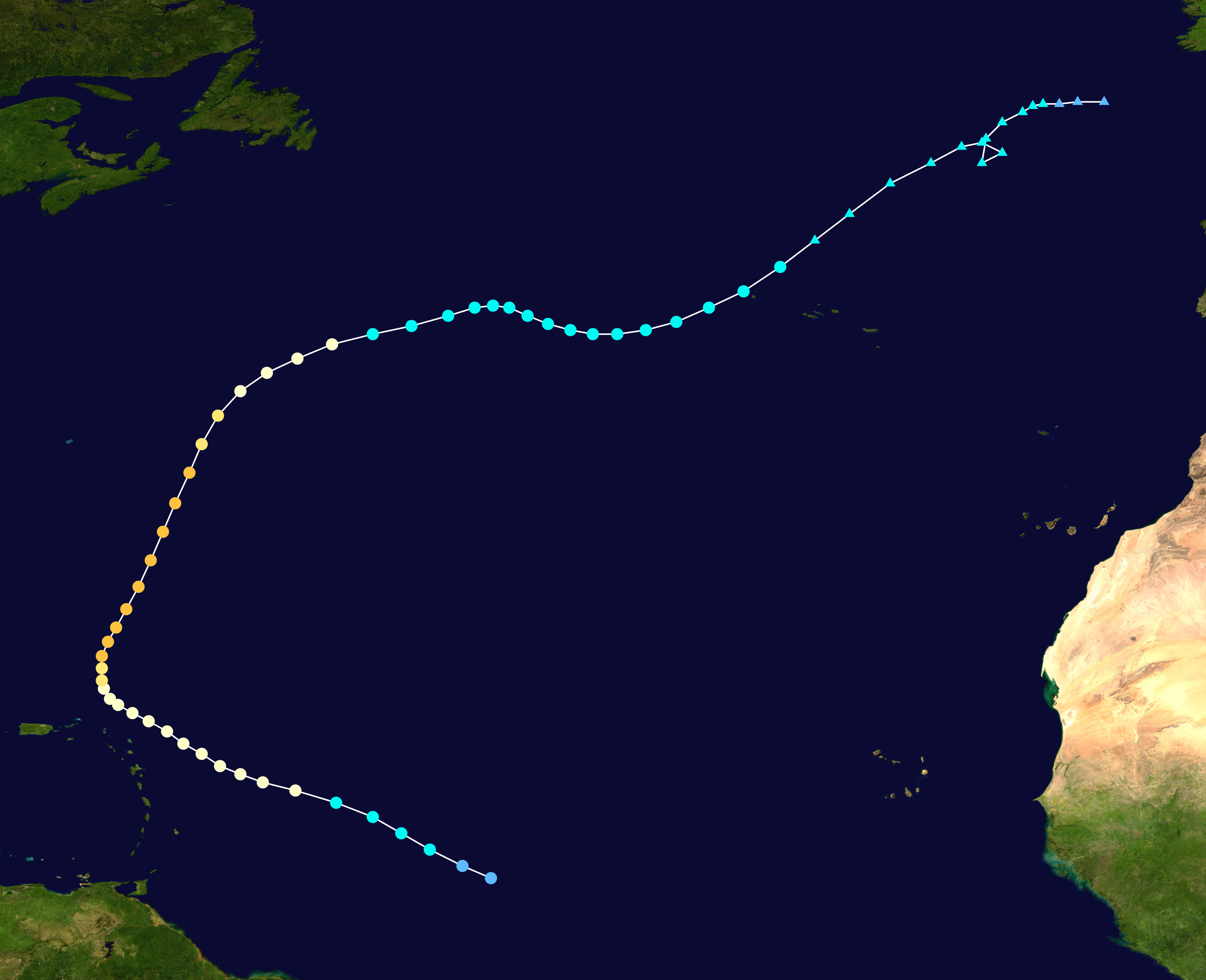
Der Sturmpfad von Erika

Eine große tropische Welle, die eventuell Erika wurde, entfernte sich am 31. August von der Küste Afrikas. Kurz nachdem sie die Küste verlassen hatte, zeigte sich eine planetarische Zirkulation, da die Welle aber westwärts zog, konnte die Zirkulation sie nicht entscheidend abschwächen. Am 3. September, als die tropische Welle ca. 1850 Kilometer von der südlichsten Spitze der Kleinen Antillen entfernt war, hatte sich die Konvektion in der Zirkulation so weit organisiert, um das System als tropischen Wirbelsturm (Level 6) zu klassifizieren. Der Wirbelsturm zog mit ungefähr 32 km/h (20 mph) in den Nordwesten und spät am 3. September stärkte sich das System zu einem tropischen Sturm. Von nun an gab das Nationale Hurrikan-Zentrum (National Hurrican Center) in Miami dem Sturm den Namen „Erika“.
Erika zog weiter Richtung Nordwest und am frühen 4. September schien sich ein Augen-Merkmal im Zentrum der Konvektion entwickelt zu haben, also eine windstille Zone im Zentrum des Sturms.
Das Merkmal war nicht ein Auge, sondern, wie vorhandene Satellitenbilder offenbarten, ein Zentrum, das kurz von der Konvektion freigelegt war. Trotz ungünstiger Windscherung stärkte Erika sich immer weiter und wurde am 4. September, 850 km südöstlich von Guadeloupe, zu einem Hurrikan. Tiefe Konvektionen entwickelten sich wieder in der Nähe des Zentrums und er wurde auf dem Weg Richtung Nordwesten langsam stärker.

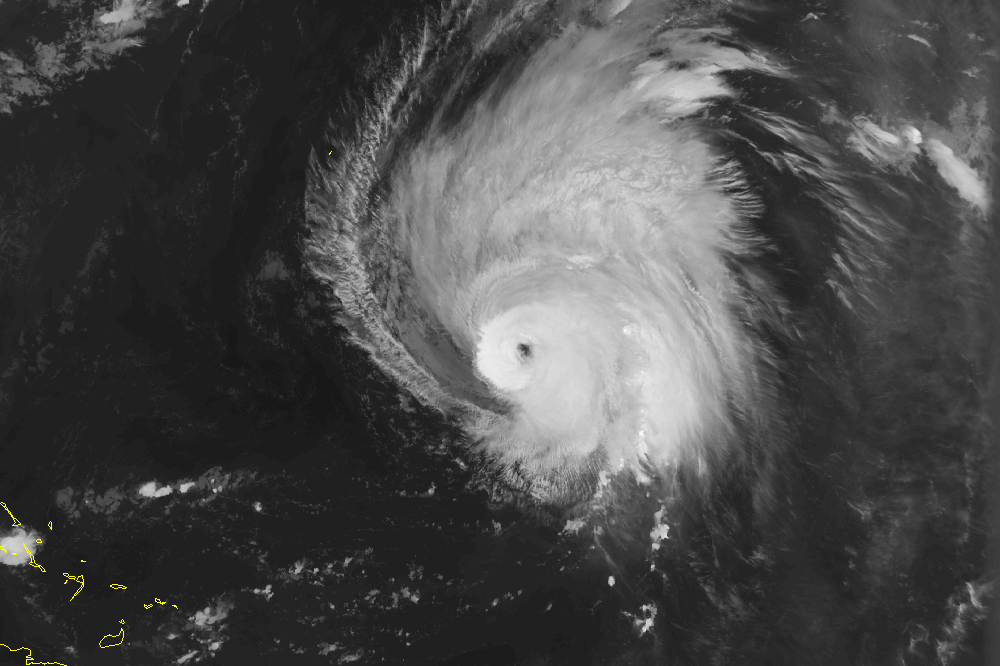
Erika in der Nähe der Kleinen Antillen

Erika verlangsamte bei der Annäherung an die Kleinen Antillen seine Vorwärtsbewegung. Ein sich näherndes Tiefdruckgebiet schwächte den subtropischen Hochdruckausläufer und führte dazu, dass Erika sich Richtung Norden, später Richtung Nordosten wendete. Am 7. September begann Erika schneller stärker zu werden. Der Hurrikan erreichte am 8. September 565 km nördlich der Kleinen Antillen seinen Höchststand von 205 km/h (125 mph). 24 Stunden später schwächte Erika sich wieder über kühlem Wasser ab. Nach über 565 km in östliche Richtung, drehte Erika nach Nordosten, als Reaktion auf westliche Strömungen. Starke Windscherungen schwächten den Hurrikan am 12. September zurück zu einem tropischen Sturm ab. Auch wenn es trotz ungünstiger atmosphärischer Bedingungen die tiefe Konvektion im Zentrum hielt, schwächte Erika mit der Schwenkung nach Südosten weiter ab. Am 14. September wurde der Sturm 820 km südwestlich der Azoren mit einer Drehung Richtung Nordosten wieder stärker, aber bei der Passierung der Azoreninseln wurde der Sturm wegen des Verschwindens der tiefen Konvektion sehr schnell schwächer. Erika wurde im Norden der Azoren am 16. September zu einem extratropischen Wirbelsturm und nach der Durchführung einer rechtsdrehenden Spirale verschwand der extratropische Wirbelsturm ca. 370 km von Irland entfernt am 19. September.

## Vorbereitungen
Schon früh auf dem Weg des Wirbelsturms hatten Computer Probleme, die Zukunft des tropischen Sturms Erika vorherzusagen. Manche berechneten einen Weg durch die Kleinen Antillen, während andere eine nordwärts gerichtete Bewegung vorhersagten. Als Folge veröffentlichte die Regierung in Saint Martin erst am 4. September eine Warnung für einen tropischen Sturm. In den nächsten Tagen veröffentlichten auch die Regierungen in Antigua, Montserrat, Barbuda, St. Kitts und Nevis, Anguilla, Dominica, Guadeloupe und Saint Barthelemy eine Warnung. Als die Bewegung Erikas auf einen Pfad in der Nähe der Inseln schließen ließ, erhöhten alle oben genannten Regierungen, ausgenommen Guadeloupe, die Sturm-Warnung zu einer Hurrikan-Warnung. Frühe Vorhersagen sahen die Bermuda-Inseln bedroht.
Die Regierungen der Inseln, die in dem vorhergesagten Pfad Erikas lagen, empfahlen durch Radio Anweisungen den ortsansässigen Personen sich schnell auf den Hurrikan vorzubereiten. Viele Einwohner in den Kleinen Antillen hatten sich schon Monate vor der Ankunft von Hurrikan Erika auf die neue Hurrikan Saison vorbereitet. Als Vorbereitung auf den Hurrikan schützen in Puerto Rico Fischer ihre Boote. Zusätzlich kauften auf dieser Insel viele Einwohner eine Notfall-Energieversorgung.
Beamten verordneten in Anguilla einen Plan der vorsah die Stromversorgung der Insel abzustellen, falls der Wind 80 km/h (50 mph) übertreffen sollte. Die Regierung in Guadeloupe empfahl allen Einwohnern ihr Haus nicht zu verlassen. Beamte schlossen den Flughafen Pointe-à-Pitre in Guadeloupe. Als eine Vorsichtsmaßnahme verordneten die Behörden von Saint martin ein Ausgangsverbot für alle Dienstleistungsarbeiter. Ein Kreuzfahrtschiff veränderte seinen Kurs um die Insel Saint Thomas zu umgehen.

## Schäden
Erika verursachte über die kleinen Antillen hinweg starke Wellen. Die höchsten traten mit 3–3,7 Metern in Saint Martin auf. Hier überfluteten die Wellen Straßen und beschädigten ein sich im Bau befindendes Gebäude in der Nähe der Küste. Die äußeren Sturmböen von Erika passierten die Insel und hinterließen insgesamt einen Niederschlag von bis zu 48,6 mm pro Quadratmeter.
Anguilla berichtete von Winden mit bis zu 55 km/h und etwas Regen. Wegen der Wochen vor der Entstehung von Erika erfolgten Eruption des Soufriére Hills Vulkans in Montserrat, bewirkte Erika eine Aschewolke über Antigua. Obwohl die Aschewolken sich von der Insel entfernten, zogen die Behörden die Schließung einer Schule wegen Ascheregens in Betracht.
Der Sturm erreichte in dem Cyril E. King Flughafen in Saint Thomas Geschwindigkeiten gegen 60 km/h mit Sturmböen mit bis zu 76 km/h. Die äußeren Sturmböen bewirkten einen leichten bis moderaten Regen bei den Virgin Islands. Erika stieß vom 4. bis zum 18. September mit 31 Schiffen zusammen.
Wegen des minimalen Schadens, den der Hurrikan auslöste, wurde der Name „Erika“ nicht von der Liste der Namen für tropische Stürme entfernt. Er wurde 2003 wiederbenutzt und ist auf der Liste für die Namen der Atlantischen Hurrikan Saison im Jahre 2009.